# 愛知県立豊田工科高等学校
愛知県立豊田工科高等学校 （あいちけんりつ とよたこうかこうとうがっこう）は、愛知県豊田市にある公立の工科高等学校。

## 特色
特色のある学科として、自動車科や、日本で初めて開設された電子機械科がある。トヨタ自動車のお膝元ということもあり、大企業への就職率及び就職人数は公立高校の中では高い。大学・専門学校等へは推薦を中心に一割程度が進学している。2019年度（令和元年度）には求人数が1200人を超え、有効求人倍率が6.0倍だった。

## 沿革
- 1971年（昭和46年）4月1日 - 愛知県立豊田工業高等学校として開校。第1回入学生は機械科80名・自動車科80名・電子工学科40名の計200名。
- 2014年（平成26年） - 文部科学省によって3年間のスーパー・プロフェッショナル・ハイスクールの指定を受ける。
- 2021年（令和3年）4月1日 - 愛知県立豊田工科高等学校に校名変更[1]。併せて、全日制課程において電子機械科を改組してIT工学科を新設。電子工学科に生活コースを設置。

## 設置学科
- 全日制課程 - 1年次は工業科として工業の基礎科目を学ぶ。
  - IT工学科（R）
  - 機械科（M）
  - 自動車科（A）
  - 電子工学科（E）：生活コース設置。
- 定時制課程 - 4年制課程が原則（条件により3年卒業も可能）。
  - 機械科

## 部活動

### 運動部
- 硬式野球部
- テニス部
- サッカー部
- 陸上部
- ハンドボール部
- バスケット部
- 柔道部
- 剣道部
- 卓球部
- 水泳部
- ラグビー部
- バドミントン部

### 文化部
- 写真部
- 自動車部
- 放送部
- ロボット部
- 美術部
- 音楽部
- 生産技術部
- 情報処理部

## 交通アクセス
- 名鉄三河線 竹村駅または若林駅より東へ約2.5km。
- 愛知環状鉄道・愛知環状鉄道線 三河上郷駅より西へ約2.0km。